# Vespa spinipes
Vespa spinipes är en getingart som beskrevs av Carl von Linné. Vespa spinipes ingår i släktet bålgetingar, och familjen getingar. Inga underarter finns listade i Catalogue of Life.